# Bojanów (gemeente)
De gemeente Bojanów is een landgemeente in het Poolse woiwodschap Subkarpaten, in powiat Stalowowolski.
De zetel van de gemeente is in Bojanów.
Op 30 juni 2004 telde de gemeente 7160 inwoners.

## Oppervlakte gegevens
In 2002 bedroeg de totale oppervlakte van gemeente Bojanów 179,6 km², waarvan:
- agrarisch gebied: 30%
- bossen: 55%

De gemeente beslaat 21,56% van de totale oppervlakte van de powiat.

## Demografie
Stand op 30 juni 2004:
| Omschrijving                   | Totaal | Totaal | Vrouwen | Vrouwen | Mannen | Mannen |
| ------------------------------ | ------ | ------ | ------- | ------- | ------ | ------ |
| eenheid                        | aantal | %      | aantal  | %       | aantal | %      |
| inwoners                       | 7160   | 100    | 3506    | 49      | 3654   | 51     |
| bevolkingsdichtheid (inw./km²) | 39,9   | 39,9   | 19,5    | 19,5    | 20,3   | 20,3   |

In 2002 bedroeg het gemiddelde inkomen per inwoner 1305,96 zł.

## Administratieve plaatsen (sołectwo)
Bojanów, Bojanów za Rzeką, Burdze, Cisów Las, Gwoździec, Korabina, Kozły Załęże, Laski, Maziarnia, Przyszów(sołectwa: Przyszów I en Przyszów III), Ruda, Stany.

## Aangrenzende gemeenten
Dzikowiec, Grębów, Jeżowe, Majdan Królewski, Nisko, Nowa Dęba, Stalowa Wola